# USS Bataan (CVL-29)
«Батаан» (англ. USS Bataan (CVL-29)) — легкий авіаносець США типу «Індепенденс».

## Історія створення
Закладений 31 серпня 1942 року як крейсер типу «Клівленд» (англ. «Cleveland») під назвою «Баффало» (англ. «Buffalo» (CL-99)). Спущений на воду 1 серпня 1943 року. 2 червня 1942 року перезамовлений як авіаносець і тоді ж перейменований на «Батаан». Вступив у стрій 17 листопада 1943 року.

## Історія служби

### Друга світова війна
Увійшов до складу 5-го флоту на початку квітня 1944 року (авіагрупа CVGL-50). Брав участь у забезпеченні десантів на островах Нової Гвінеї (21—29.04.1944), рейді на острів Трук (29—30.04.1944), десантній операції (11—23.06.1944; 04—05.07.1944; 21—28.07.1944) та битві у Філіппінському морі (19—20.6.1944).
Після профілактичного ремонту використовувався для перевезення літаків (жовтень 1944 — початок 1945 року).
З 14 березня 1945 року діяв з авіагрупою CVGL-47. Брав участь в ударах по Токіо та військово-морській базі Куре (14—19.03.1945), японських аеродромах на островах Окінава, Рюкю та Кюсю (23—31.03.1945), десантній операції на Окінаві (01.04 — 13.06.1945) та потопленні лінкора «Ямато» (07.04.1945).
14 квітня 1945 року літаки з авіаносця (разом з надводними кораблями) потопили японський підводний човен I-56. 13 травня 1945 року «Батаан» зазнав незначних пошкоджень від зенітного вогню американських кораблів.
Наприкінці війни завдавав ударів по Токіо, Кобе, Куре, Майдзуру та острову Хоккайдо.
Всього за час війни винищувачі авіаносця збили 132 японських літаки.

### Післявоєнна служба
11 лютого 1947 року «Батаан» виведений у резерв. Після початку Корейської війни 13 травня 1950 року знову вступив у стрій як протичовновий авіаносець. Діяв у складі 7-го флоту, здійснив 3 походи (16.11.1950 — 25.06.1951; 27.01 — 26.08.1952 та 28.10.1952—26.05.1953).
9 квітня 1954 року виведений у резерв. Виключений зі складу флоту 1 вересня 1959 року, і у 1960 році проданий на злам.